# Смитвил (Џорџија)
Смитвил (Џорџија) (енгл. Smithville) град је у америчкој савезној држави Џорџија. По попису становништва из 2010. у њему је живело 575 становника.

## Демографија
Према попису становништва из 2010. у граду је живело 575 становника, што је 199 (25,7%) становника мање него 2000. године.
| Група             | 2000.       | 2010.       |
| Белци             | 221 (28,6%) | 130 (22,6%) |
| Афроамериканци    | 544 (70,3%) | 431 (75,0%) |
| Азијати           | 0 (0,0%)    | 1 (0,2%)    |
| Хиспаноамериканци | 8 (1,0%)    | 5 (0,9%)    |
| Укупно            | 774         | 575         |